# Върполе
Върполе (на хърватски: Vrpolje) е село и община в Бродско-посавска жупания, Хърватия.
Според преброяването от 2011 г. има 3521 жители, 99% от които хървати.